# Charnay-lès-Chalon
Charnay-lès-Chalon település Franciaországban, Saône-et-Loire megyében. Lakosainak száma 192 fő (2022. január 1.). Charnay-lès-Chalon Chivres, Bragny-sur-Saône, Écuelles, Mont-lès-Seurre, Pontoux és Saunières községekkel határos.

## Népesség
A település népességének változása:
| Lakosok száma | 186  | 181  | 190  | 187  | 190  | 190  | 188  | 188  | 192  |
|               | 2013 | 2015 | 2016 | 2017 | 2018 | 2019 | 2020 | 2021 | 2022 |